# Легкі крейсери типу «Дука д'Аоста»
Легкі крейсери типу «Дука д'Аоста» (італ. Classe Duca d'Aosta) — четвертий підклас легких крейсерів Королівських ВМС Італії періоду Другої світової війни типу «Кондотьєрі» («Кондотьєрі» типу «D»).

## Історія створення
В програму будівництва італійського флоту 1931-1932 років було закладене будівництво ще 2 крейсерів. Цей підклас отримав назву «Дука д'Аоста», або «Кондотьєрі» типу «D». 
В проект, порівняно з попереднім класом, були внесені невеликі зміни: була змінена форма надбудов, димових труб, інакше розташовувалась універсальна артилерія. Також незначно було збільшене бронювання. Щоб зберегти швидкість, була збільшена потужність енергетичної установки, але при цьому виросла й водотоннажність.

## Представники
| Назва                                                          | Верф                                        | Закладений          | Спущений на воду     | Вступив у стрій      | Доля                                               |
| -------------------------------------------------------------- | ------------------------------------------- | ------------------- | -------------------- | -------------------- | -------------------------------------------------- |
| Емануеле Філіберо Дука д'Аоста Emanuele Filiberto Duca d'Aosta | «Cantiere navale fratelli Orlando», Ліворно | 29 жовтня 1932 року | 22 квітня 1934 року  | 17 березня 1935 року | переданий СРСР 2 березня 1949 року через репарації |
| Еудженіо ді Савоя Eugenio di Savoia                            | «Cantiere navale di Sestri Ponente», Генуя  | 6 липня 1933 року   | 16 березня 1935 року | 16 червня 1936 року  | переданий Греції 1 липня 1951 року через репарації |

## Конструкція

### Корпус та бронювання
Корпуси крейсерів мали клепану конструкцію та набирались за змішаною схемою: середня частина поздовжна, а в закінченнях поперечна. Корпуси мали 22 водонепроникних відсіки та 11 водонепроникних переборок. 
Броньована цитадель складалась з головного поясу товщиною 70 мм та верхнього поясу - 20 мм. На відстані 3,5 м від боту розміщувалась 35-мм поздовжна протимінна переборка, яка в основі з'єднувалась з 20-мм платформою. Цитадель закінчувалась поперечними 50-мм переборками. Головна палуба мала бронювання 30-30 мм, верхня палуба - 12-15 мм. Бойова рубка прикривалась бронею товщиною 25-100 мм. Башти головного калібру мали броню товщиною 90 мм, їх барбети та щити артилерії універсального калібру мали такий же захист, як і крейсери попередньої серії. 

### Силова установка
Енергетична установка складалась з 6 парових котлів (типу «Ярроу» на «Еудженіо ді Савоя» і типу «Торнікрофта» на «Дука д'Аоста»), які виробляли пару для 2 турбозубчастих агрегатів (типів «Парсонс» та «Белуццо» відповідно). Вони забезпечували швидкість повного ходу в нормальних умовах у 34 вузли, дальність плавання становила 3 400 миль на 14 вузлах. 

### Озброєння
Озброєння складалось з восьми 152-мм гармат «OTO/Ansaldo 152/53», розміщених попарно у 4 баштах. Боєкомплект становив по 250 снарядів на ствол.
Універсальна артилерія складалась з трьох спарених 100-мм гармат «100 mm/47 OTO».
Малокаліберна та зенітна артилерія складалась з восьми 37-мм гармат «Breda », розміщених попарно, та вооьми спарених 13,2-мм кулеметів «Breda Mod. 31».
Торпедне озброєння складалось з шести 533-мм торпедних апаратів у двох тритрубних установках з боєзапасом у 12 торпед (6 торпед в апаратах, і 6 в окремому погребі). Під час війни запасні торпеди були зняті, а погріб використовувався для зберігання боєзапасу для зенітної артилерії.
Протичовнове озброєння складалось з двох бомбоскидачів та двох бомбометів.
У 1943 році з крейсерів демонтували торпедне та авіаційне озброєння, а неефективні 13,2-мм кулемети замінили на 12 20-мм зенітних автомати. 